# Leles
Leles és un poble i municipi d'Eslovàquia. Es troba a la regió de Košice, a l'est del país.

## Història
La primera referència escrita de la vila data del 1190.

## Demografia
| Godina             | 1994 | 2004   | 2014   | 2024   |
| ------------------ | ---- | ------ | ------ | ------ |
| Nombre de persones | 1864 | 1898   | 1774   | 1892   |
| Diferència         |      | +1,82% | −6,53% | +6,65% |

| Godina             | 2023 | 2024   |
| ------------------ | ---- | ------ |
| Nombre de persones | 1897 | 1892   |
| Diferència         |      | −0,26% |